# Limnaecia syntaracta
Limnaecia syntaracta là một loài bướm đêm thuộc họ Cosmopterigidae. Nó được tìm thấy ở Úc.